# 樊能
樊能（2世纪—？），东汉末年扬州刺史刘繇部将。

## 历史生平
东汉兴平元年（194年），刘繇遣将樊能、于糜屯横江，张英屯当利口以拒左将军袁术。袁术用吴景为督军中郎将与丹杨都尉孙贲攻樊能、张英等，直至次年也不克，吴景外甥、孙贲堂弟孙策趁机请命助吴景攻打横江，于是袁术表孙策为折冲校尉，率兵千余人、骑数十匹。孙策到历阳，军队达到五六千。丹杨太守周尚从子周瑜率兵相迎，助以钱粮。孙策大喜，率偏将军徐琨等进攻横江、当利，都攻克之，樊能、张英败走。孙策渡江攻彭城相薛礼于秣陵，薛礼突围而逃，樊能、于糜等又合兵袭取牛渚屯。孙策闻之，回攻破樊能等，获男女万余人。
最终孙策打败刘繇，并趁机脱离袁术，割据江东自立。

## 演义
孙策听闻刘繇、笮融取牛渚，大怒，亲自提大军奔牛渚与二人交战，于糜与孙策战不三合被其生擒，樊能见状挺枪来赶，枪刚搠到孙策后心，孙策阵上军士大叫提醒孙策背后有人暗算，孙策回头见樊能马到，大喝一声，声如巨雷，惊得樊能翻身落马摔破头而死。孙策到门旗下丢下于糜，发现已被自己挟死。孙策因此战挟死一将，喝死一将，被呼为“小霸王”。当日刘繇大败，人马大半投降孙策，孙策斩首级万余，刘繇、笮融逃到豫章投刘表。